# Трускавецьке водосховище

руслове
Трускавецьке водосховище (або ставок Солониця) — водосховище поблизу міста Трускавець Львівської області.

## Історія
Створений ставок Солониця у 1962 році. 

## Географія
Розташований став у курортній зоні Трускавця поблизу урочища Помірки, на річці Солониця, з південного заходу впадають у став два гірські потічки. 
Ставок Солониця знаходиться на балансі ТзОВ «Трускавецьводоканал» та використовується для забезпечення мешканців міста Трускавця питною водою.
Тип водосховища — руслове. Вид регулювання стоку — сезонне. Глибина: середня при НПР — 3,9 м, максимальна при НПР — 15,5 м. Довжина — 0,98 км, найбільша ширина — 0,45 км.
З метою охорони водосховища від забруднення та засмічення в межах водоохоронної зони виділена земельна ділянка під прибережну захисну смугу. Купання та риболовля, заборонені, дозволене спортивно-любительське рибальство.

## Світлини

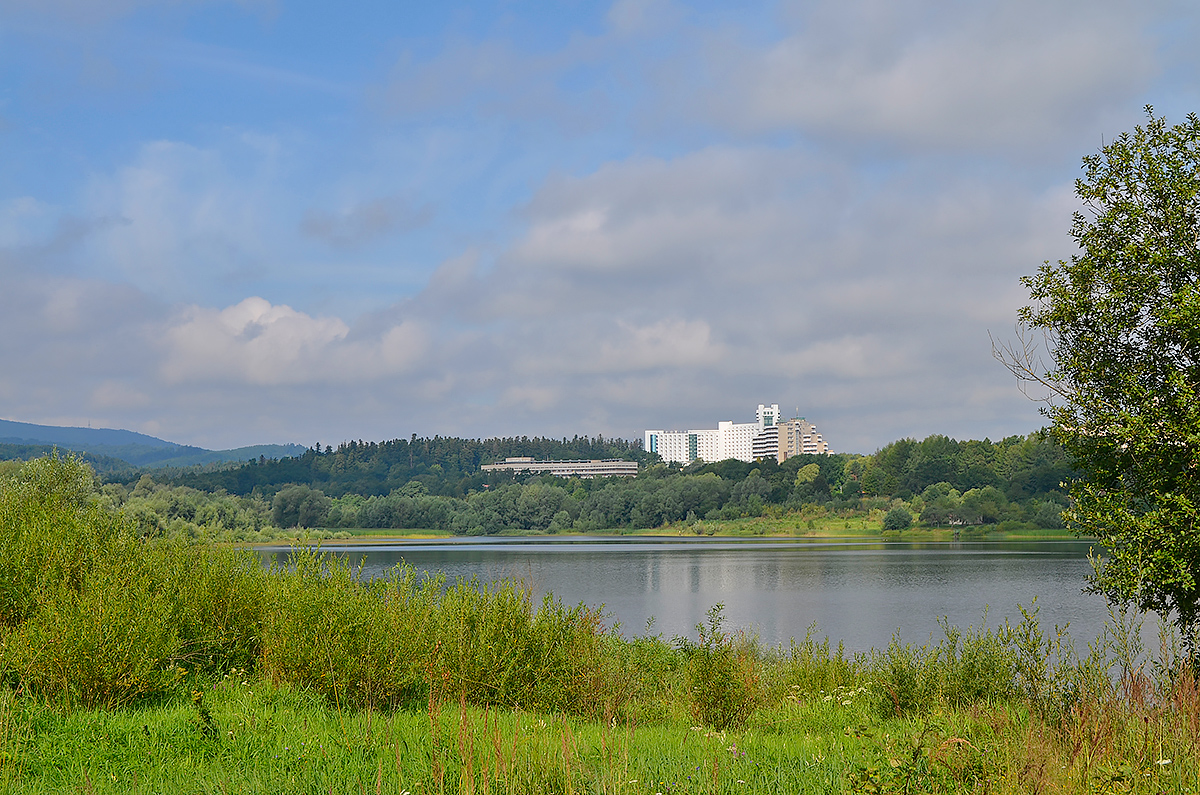
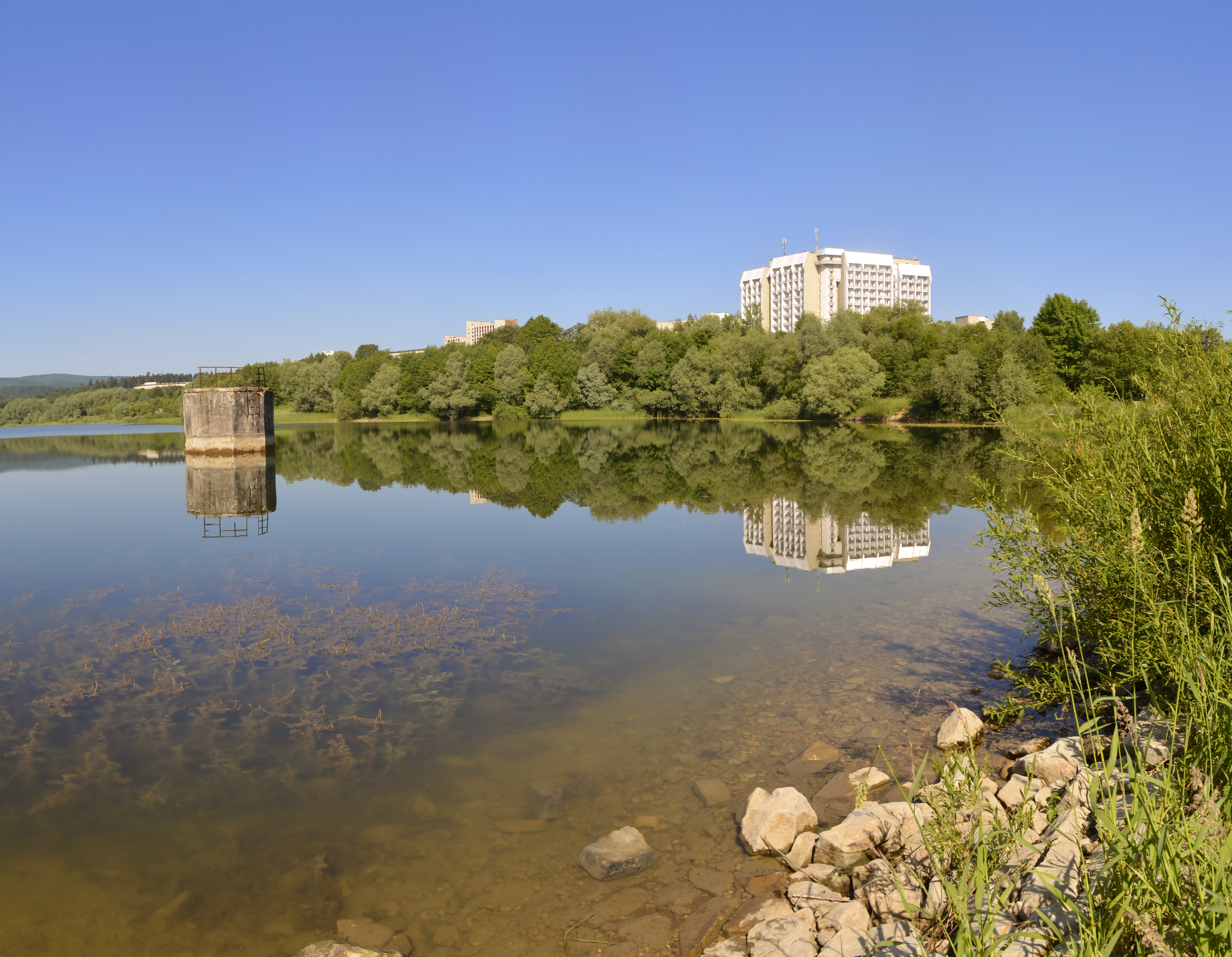